# 卡丁車

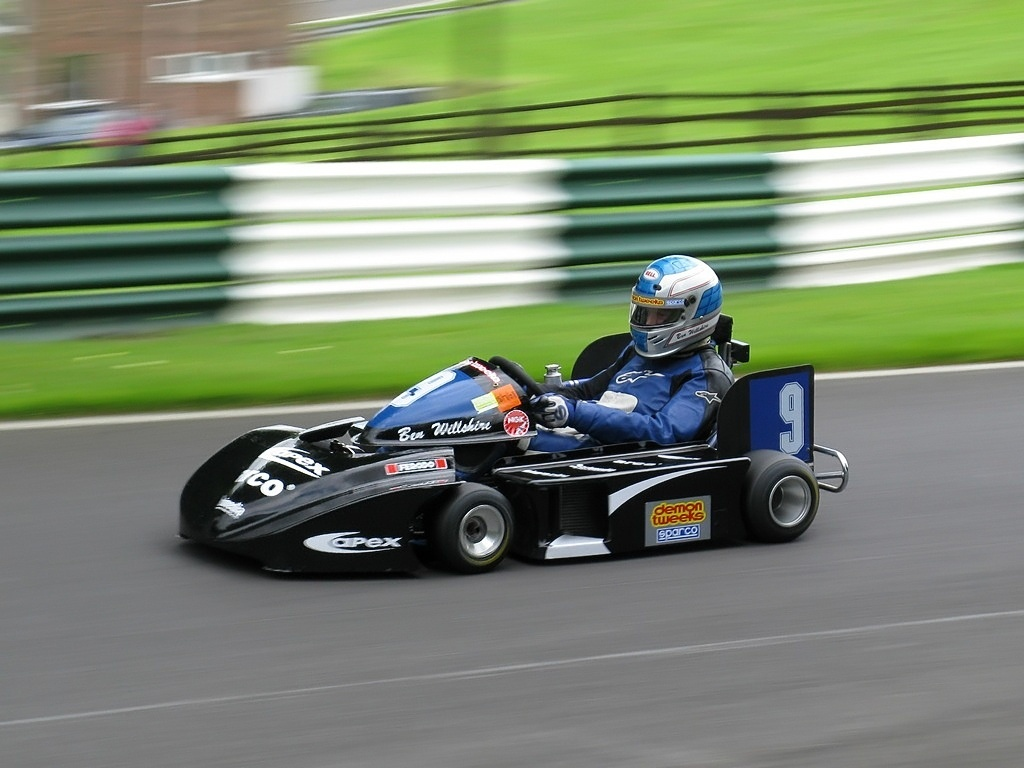
超級卡丁車

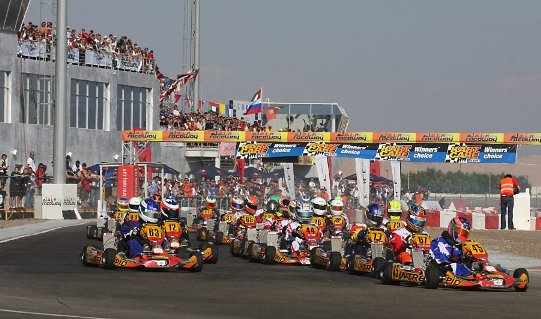
世界盃卡丁車賽

小型賽車，又稱高卡車、卡丁車（Go-Kart），是一種賽車運動。顧名思義，車手所駕駛的車子比標準汽車小得多，適合初學者學習及作為休閒之用。專業級的小型賽車賽事由FIA-CIK及其世界各地的汽車會成員（ASN）所管轄。小型賽車是賽車運動的一種，賽車運動的舉行是受到管制的。目前許多國家都設立賽車會，而世界各國的賽車會都受到世界賽車聯會（Fédération Internationale de l'Automobile，簡稱FIA）管轄。

## 由來
小型賽車運動起源於50年代的美國加州，由於特徵顯著，在歐美大陸，包括前蘇聯、東歐在內，小型賽車運動如狂風般迅猛發展。Art Ingels一般被認為是卡丁車之父，Art Ingels出身Indy 500知名製造商Kurtis Kraft，他於1956年在南加州建造了第一輛卡丁車。卡丁車迅速流行到其他國家，目前在歐洲擁有大量愛好者。第一家卡丁車製造商是一家美國公司，Go Kart Manufacturing, Co. Inc（1958年）。McCulloch是第一家為卡丁車生產發動機的公司（1959年）。它第一台生產的卡丁車發動機，McCulloch MC-10，是一個改裝的鏈鋸二衝程發動機。而完成這種所謂小型賽車的雛形，隨著時間的演變，才逐漸發展出現今小型賽車的規模。「Karting」這個字在一般的字典上通常是不存在的，可音譯為『卡丁車』，術語「The Go-Cart」首次出現於蘇格蘭藝術家Hugh Cameron RSA 於1885年創作的畫作「The Go-Cart」，不清楚為何後來將「C」更改為「K」，或與1904年在德國法蘭克福舉辦的兒童賽車「Kinderautomobilen」的Kinder有關，此車美國稱肥皂盒，Cart是運貨車、小車、手推車之意，1933年俄亥俄州代頓市舉辦以重力為驅動的cart比賽（肥皂盒賽車），在英國此重力賽車被稱為cart，蘇格蘭和英格蘭北部則稱為cartie/cairtie，此皂飛車被視為 「go-kart」的一種型態。
「Karting」準確的解釋應為「有車廂或無車廂的單座微型（競賽）汽車」。車輪獨立地接觸地面，後兩輪驅、制動，前兩輪導向，簡稱「小型四輪機動車」。是經國際汽車聯合會(FIA)認可，可參加比賽並可晉級的賽車，學名「F-4賽車」。Karting是一種小型汽車，也是F1方程式的預前賽車，是現代賽車運動的搖籃。一般也被暱稱為Go-Kart的小型賽車，是此類比賽中最基礎最容易開始加入的一種，對於鍛鍊一位初學者的賽車技巧來說，小型賽車是很重要的一個環節。F1賽場上赫赫有名的舒馬赫（Schumacher）兄弟、或是已故巴西賽車英雄洗拿（Senna）、德國奔馳（Mercedes-AMG）車隊的七冠王漢米爾頓（Hamilton）、法國名將及車隊經理保魯斯（Prost）、英國麥拉倫（McLaren）車隊的冠軍車手夏健倫（Hakkinen）、法國雷諾（Renault）車隊的阿萊西（Alesi）等，也都是從小由小型賽車開始打下紮實的賽車基礎。

## 基本小型賽車類別
現在的小型賽車主要被分為以下車種。

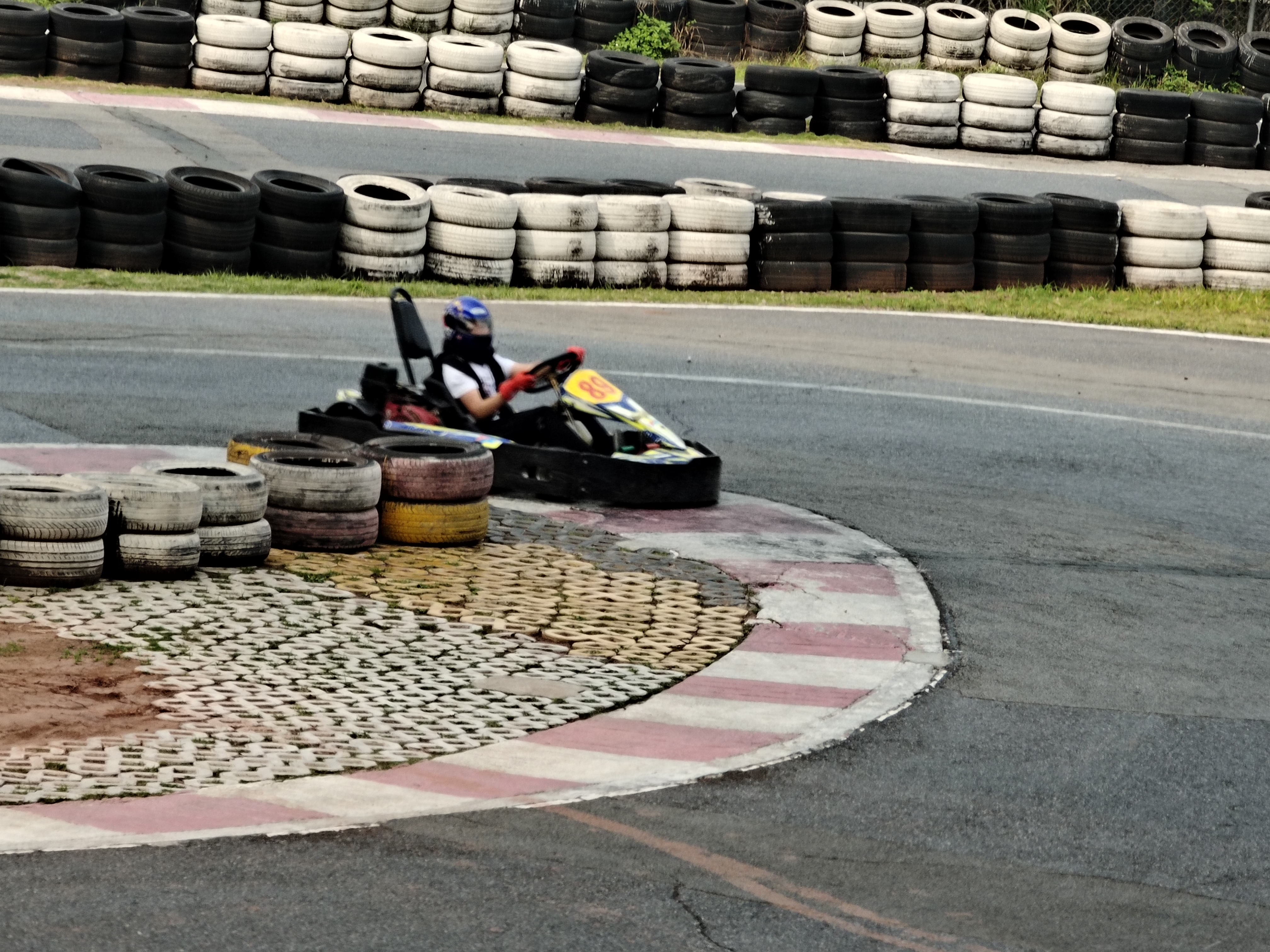
四冲程雅马哈270CC卡丁车。

四衝程小型賽車/娛樂車（Fun Kart 4 Stroke）
- 160c.c./250c.c.四衝程引擎。
- 一般初學者或沒有駕駛經驗人士租用試駕之賽車。
- 沒有嚴格的限制，一般使用200c.c.四衝程引擎、80c.c.二衝程引擎，極速大約50km/h，最大馬力約3-5匹，主要作用是讓沒有賽車經驗的人體驗卡丁車，也用作兒童及青少年的賽事。

二衝程 80c.c. 小型賽車（Fun Kart 2 Stroke）
- 一般業餘駕駛者租用作初階練習或在賽車場組織團體比賽用之賽車。

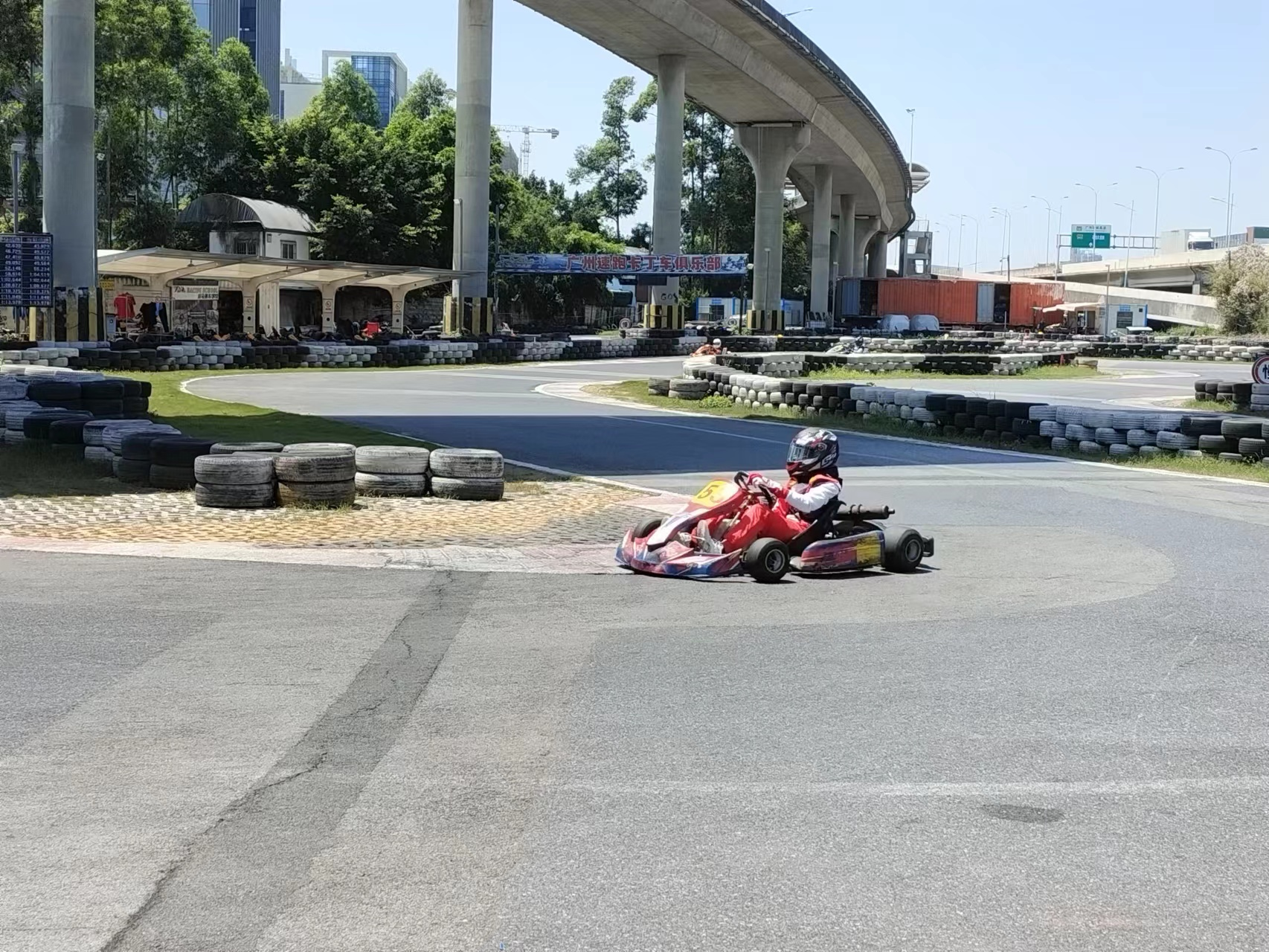
二冲程100ccKT100卡丁车。

二衝程100c.c.小型賽車（Fun Kart 2 Stroke）
- 一般在賽車場會賽中用的初階賽車，此型號之車種大多會租賃予業餘駕駛者練習或組織團體比賽。

二衝程80c.c. - 100c.c. 小型賽車（80c.c. - 100c.c. (2 Stroke) Mini Kart）
- 在正式會賽或州際賽中選用的小童組賽車。
- 此級別大多分成2類：6 - 11歲為小童級別、12 - 15歲為中童初級組。

125c.c. 二衝程小型賽車（125c.c. Open Class (2 Stroke)）
- 一般持有賽車執照CIK-FIA Licence C 之賽車手在賽車場比賽用之正式級別賽車。
- 此類機種之賽車屬正式比賽用機種，機器及車架亦必須得到CIK-FIA之規格確認證方能作賽。
- 車種限制於125c.c.，而轉速限制不能超過 16000RPM。
- 機種方面分別有Parilla、Rotax Max FR125、ROK125，Iame X30等。

KF3 小型賽車（Karting Formula 3）
- 屬 CIK-FIA 比賽用之世界級（初級組別賽車）。
- 車手必須持有CIK-FIA Licence C以上之賽車執照方能駕駛，年齡限於12 - 16歲。
- 如駕駛此賽車出賽於國際或世界級賽事，車手便必須持有CIK-FIA Licence B執照。

KF2 小型賽車（Karting Formula 2）
- 屬 CIK-FIA 比賽用世界級別（高級組別賽車）。
- 車手持有與KF3規格相同之執照方能駕駛出賽，唯駕駛者必須年滿 16 歲。
- 此機種之賽車是一般亞洲賽、本土賽、賽車場之會賽最高組別。

KF1 小型賽車（Karting Formula 1）
- 屬 CIK-FIA 之高級組別賽車。
- 車手必須持有CIK-FIA Licence B或以上之賽車執照方能駕駛，如是一年一度的世界賽出戰車手，則必須持有CIK-FIA Licence A（國家代表車手）方能出賽。
- 此車種屬小型賽車之高層次一級組別，故一般賽車場、本土洲際級賽道均未能設有此級別之賽事。

KZ Shifter Kart
- 基本和Formula A相同，但配有變速箱，極速高達150km/h。

超級小型賽車（Super Kart）
- 配備250c.c.二衝程引擎及變速箱，最大馬力約100匹，極速約260km/h。由於車速甚高，一般會配上擾流設備以增加穩定性。

## 過往小型賽車類別
Formula A
- KF1的前身，配用125c.c.2衝程引擎且經國際小型賽車聯會（CIK）會認可的引擎，極速大約150km/h，最大馬力約33匹。

## 外部連結
- 國際小型賽車聯會（CIK） （页面存档备份，存于）
- World Karting Association（页面存档备份，存于）
- 香港小型賽車會 （页面存档备份，存于）
- 中國澳門汽車總會 （页面存档备份，存于）
- 麗寶國際賽車場（LIHPAO RACING） （页面存档备份，存于）